# Gelbbrustnonne
Die Gelbbrustnonne (Lonchura flaviprymna, Syn.: Munia flaviprymna), auch Gilbnonne oder Gelber Schilffink genannt, ist eine Vogelart aus der Familie der Prachtfinken. Er gehört zur Fauna Australiens und ist dort im Nordwesten und Norden verbreitet. Es werden keine Unterarten unterschieden.

## Beschreibung
Der Gelbe Schilffink erreicht eine Körperlänge von bis zu 11 Zentimeter. Er hat einen hellen Kopf, einen kräftigen Schnabel und dunkle Augen mit einem angedeuteten Augenzügel. Die Brust und die Körperunterseite ist hell ockerfarben, die Flügeloberdecke dunkel rehbraun. Weibchen und Männchen sehen gleich aus.
Der Gesang ist vielfältig. Er reicht von rau knarrend bis hoch zwitschernd und pfeifend.

## Verbreitung und Lebensweise
Die Gelbbrustnonne hat von allen australischen Prachtfinkenarten das kleinste Verbreitungsgebiet. Es erstreckt sich von der Region um Derby in Westaustralien bis ins Innere des nordwestlichen Queensland. In den Küstengebieten hält sich die Art in der Regel nur auf, wenn im Landesinneren Dürre herrscht. In der Region um Katherine und Kununurra werden meist reine Schwärme beobachtet. Rund um Darwin sind sie in der Regel mit Braunbrustnonnen vergesellschaftet. Dies gilt sowohl für große Schwärme als auch für kleine, nur wenige Individuen zählende Gruppen. Beide Arten wandern auf der Suche nach Wasserstellen und Nahrung gemeinsam umher und ruhen während der heißesten Tageszeit auch an denselben Rastplätzen. Sie suchen dabei bevorzugt die dichten Wipfel hoher Bäume auf. Am Abend finden sie sich auch an den gleichen Schlafplätzen ein. Sie bilden auch gemeinsame Brutkolonien und zwischen den beiden Arten kommt es regelmäßig zu Hybriden.
Zu den Nahrungspflanzen der Gelbbrustnonne zählen unter anderem Hühnerhirsen, Chloris, Rispenhirsen sowie die Samen der Wildreisart Oryza sativa.
Die Gelbbrustnonne ist ein Freibrüter, der sein Nest im Gebüsch baut. Als Nistmaterial verwendet er trockene Grashalme und Pflanzenwolle. In ihrer Bauweise sind die Nester von denen der Braunbrustnonne nicht zu unterscheiden. Das Weibchen legt zwischen vier und fünf Eier. Die Brutdauer beträgt etwa 13 Tage.

## Systematik
Von einigen Autoren wird die Gelbbrustnonne innerhalb der Prachtfinkenfamilie nicht den Bergbronzemännchen, sondern der Gattung Munia zugeordnet. Es werden nach heutiger Systematik (2018) keine Unterarten unterschieden.

## Belege

### Einzelbelege
1. ↑  Nicolai et al.: Prachtfinken - Australien, Ozeanien, Südostasien. S. 239.
2. ↑  Frank Gill & David Donsker, IOC World Bird List v 8.2 : Waxbills, parrotfinches, munias, whydahs, Olive Warbler, accentors, pipits